# Кармати
Карматите (на арабски: قرامطة‎) са привърженици на течение в исляма през IX-XI век.
Религиозните им възгледи са синкретични, съчетавайки исмаилитския ислям с персийски мистицизъм. Центърът на карматската общност е в източната част на Арабския полуостров.
Там създават през 899 година своя самостоятелна държава. Воюват успешно с Абасидите, а през 930 година водачът им Абу Тахид ал-Джанаби превзема и ограбва Мека. През следващите десетилетия силата на карматите намалява и те почти не се споменават след средата на XI век.